# Christophe Mirmand
Christophe Jacques Pierre Mirmand (Costantina, 22 luglio 1961) è un funzionario, politico e prefetto francese naturalizzato monegasco, dal 21 luglio 2025 è Ministro di Stato monegasco.

## Biografia
La scelta da parte del principe Alberto II di Monaco era in accordo con il presidente francese Emmanuel Macron.
Prende il posto della ministra di Stato Isabelle Berro-Amadeï.

## Carriera politica
Ha iniziato come capo di gabinetto del ministro dei Territori d'Oltremare. Ė stato anche prefetto della Corsica, della Savoia, delle Alpi Merittime e di altri regioni e dipartimenti francesi.
In precedenza, la carica doveva essere assunta dal funzionario Philippe Mettoux che di seguito rinuncia.